# Сущенко Ольга Григорівна
О́льга Григо́рівна Су́щенко (нар. 3 серпня 1952, смт Велика Лепетиха Херсонської обл.) — український журналіст, пам'яткоохоронець.

Член Національної спілки журналістів України (з 1979).

## Біографія
Народилася 3 серпня 1952 року в смт Велика Лепетиха Херсонської області. 1975 року закінчила факультет журналістики Київського державного університету ім. Т. Г. Шевченка.
Працювала вчителькою англійської мови у Великолепетиській СШ № 2. Потім, до 1987 року — завідувач відділу листів та масової роботи Києво-Святошинської районної газети.
1987—1990 — редактор відділу пропаганди Українського товариства охорони природи.
З 1990 — у редакції журналу «Пам'ятки України» — заввідділу (1990, 1995—1997), заступник головного редактора дочірнього видання цього часопису — газети «Старожитності».
1992—1995 — головний редактор видавничо-поліграфічного центру «Знання» України.
1997—2000 — кореспондент газети «Час/Time».
2000—2007 — редактор відділу культури в редакції газети «Вечірній Київ».
Окрім редакторської діяльності, писала матеріали на актуальні теми, зокрема, які стосувалися української єдності та відродження. Ольга Сущенко також не байдужа до теми освіти. Зокрема, в своєму матеріалі «Стрімке зростання університету якості освіти не знижує» на сайті Всеукраїнської експертної мережі вона зазначила, що якість отримуваних знань залежить від самих лише вступників.

## Творчість
У своїх матеріалах висвітлює проблеми культурно-освітнього життя, національного і духовного відродження, української духовності.
Автор книг:
- «Будьмо! (Україна й українці: 1990—2001 роки. Пером журналіста)» (К., 2003).
- «Куранти вічності всевишні: Есеї. Нариси. Репортажі» (К., 2006).

## Нагороди
- Орден княгині Ольги ІІІ ступеня.
- Лауреат державної премії ім. Івана Франка в галузі інформаційної діяльності (2004), премії «Незалежність» (1997) Київської організації НСЖУ.
- Відзначена двома Подяками Київського міського голови.